# ドゥシラ県
ドゥシラ県（ドゥシラけん、フランス語: Departement de la Doutsila）はガボン・ニャンガ州の県。県都はマバンダ。
1996年から2000年の間に、隣接するムグイ県から分離した。面積2,834km2、人口4,623人（2013年国勢調査）。

## 下位区画
2つのカントン（郡）と1つのコミューン（基礎自治体）から成る。
| 名称               | 現地語名            | 人口 （2013年） |
| ------------------ | ------------------- | --------------- |
| オート＝ドーラ郡   | Canton Haute-Dola   | 994             |
| オート＝ンゴンゴ郡 | Canton Haute-Ngongo | 923             |
| マバンダ           | Commune de Mabanda  | 2,706           |